# Georges Martin
Georges Martin, metge, home polític i francmaçó neix el 9 de maig de 1844 a París i mor l'1 d'octubre de 1916.
Fou iniciat el 21 de març de 1879 a la lògia Union et Bienfaisance de la Grande Loge de France. Va ser un dels fundadors la Grande Loge Symbolique Écossaise.
Va assistir a la iniciació de Maria Deraismes, el 14 de gener 1882,à la lògia Les Libres Penseurs du Pecq.
Des de 1890, treballa a les obediències masculines, a favor de la iniciació de les dones.
Amb Maria Deraismes, funda el 1893 una primera lògia mixta, la Grande Loge Symbolique Écossaise "Le Droit Humain". Aquesta "lògia-mare" esdevindrà la base de la creació de l'Ordre maçonnique mixte international « le Droit humain ».
De 1983 a 1916, es dedica al desenvolupament del Dret Humà i a la seva organització internacional.
El 1901, crea el Suprême Conseil Universel Mixte "Le Droit Humain" sota l'autoritat del qual seran col·locades totes les lògies, per no esmicolar la francmaçoneria mixta en petites unitats nacionals.

## Biografia
- Plana d'història del web oficial de D.H.